# ميشيل ستراوس
ميشيل ستراوس (بالفرنسية: Michel Strauss)‏ هو معلم موسيقى فرنسي، ولد في 1951 في باريس في فرنسا.

## وصلات خارجية
- ميشيل ستراوس على موقع ميوزك برينز (الإنجليزية)